# イーサン・ワドルトン
イーサン・ワドルトン（Ethan Waddleton、1996年11月23日 - ）は、イングランドのラグビー選手。

## プロフィール
- イングランド・ロンドン出身[1]。
- ポジションはフランカー(FL)。
- 身長 178cm、体重 87kg
- 7人制イングランド代表に選ばれたことがある[2]。

## 略歴
2021年、東京五輪の7人制イギリス代表に選ばれた。